# أبراهام سلمان
آبراهيم سلمان (بالعبرية: אברהם סלמאן) من يهود العراق ولد سنه 1931 في العاصمة العراقية بغداد وبَرع منذ صغره في العزف على آلة [القانون] حتى أصبح عازفا رئيسيا في فرقه الإذاعة الملكية في العراق حتى سنة 1950. ترك العراق في الخمسينات إلى الكيان اليهودي إسرائيل ليعيش معظم حياته فيها. في إسرائيل انضم سلمان إلى اوركسترا صوت إسرائيل للموسيقى الشرقية. توفي في عام 2014 عن عمر 83 سنة.

## وصلات خارجية
- عازف القانون الشهير أبراهام سلمان